# Frigga flava
Frigga flava är en spindelart som först beskrevs av Pickard-Cambridge F. 1901.  Frigga flava ingår i släktet Frigga och familjen hoppspindlar. Inga underarter finns listade i Catalogue of Life.